# Sint-Pieterskerk (Bekkevoort)

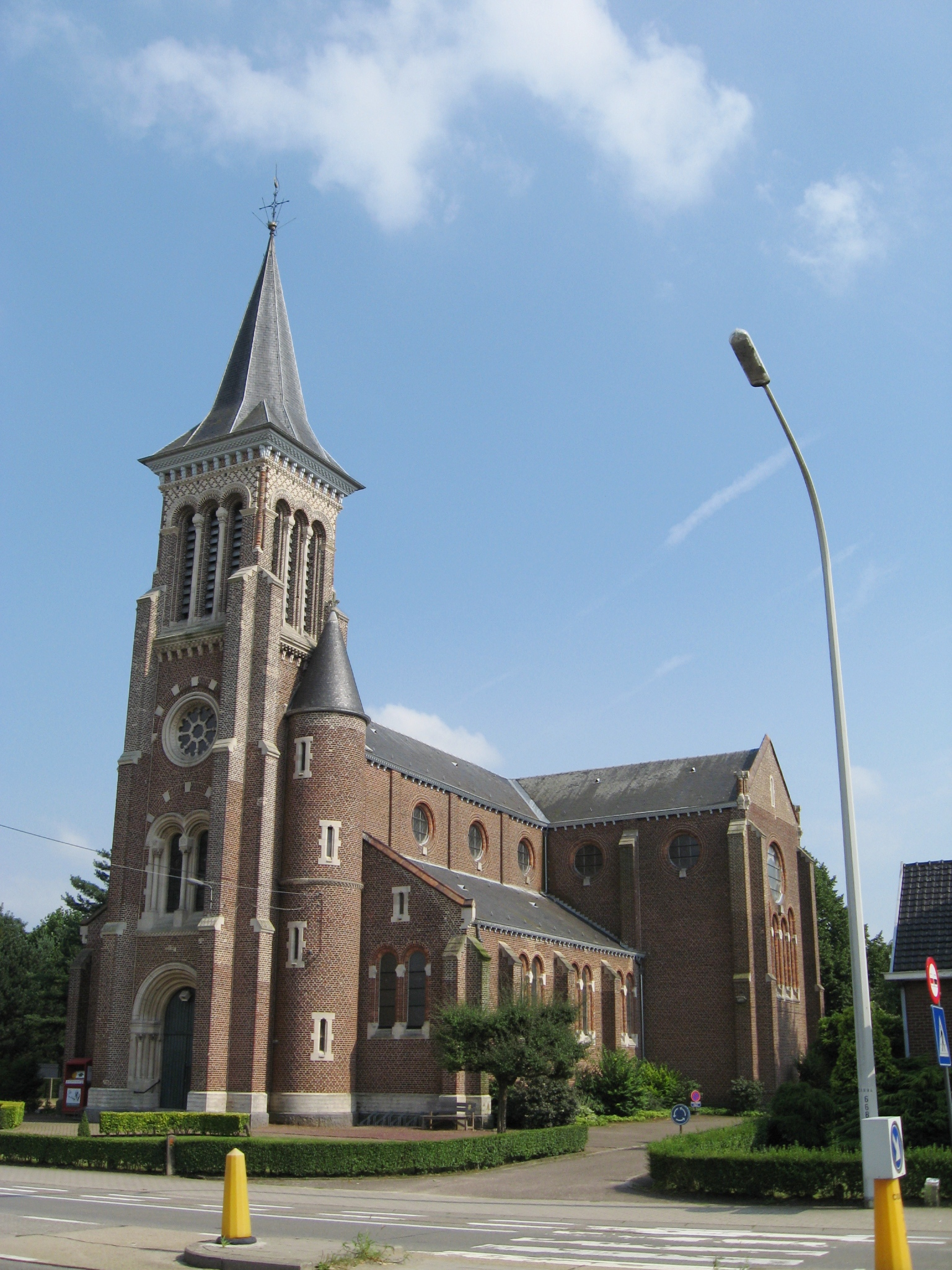
Sint-Pieterskerk

De Sint-Pieterskerk is de parochiekerk van de Vlaams-Brabantse plaats Bekkevoort, gelegen aan de Staatsbaan.
Vanouds was het patronaatsrecht van de parochie in handen van de Duitse Orde, die vanaf 1229 in Bekkevoort was gevestigd.
Een nieuwe kerk werd gebouwd nadat de concentratie van de bevolking zich, door de aanleg van de Staatsbaan in 1779-1781, verplaatst had naar deze weg.
Het betreft een neoromaanse basilicale kruiskerk de in 1878-1881 werd gebouwd. De kerk is naar het noorden georiënteerd en heeft een halfingebouwde toren en een driezijdig gesloten koor.
Het kerkmeubilair is voor een deel uit de oudere kerk afkomstig. Zo zijn er een aantal 18e-eeuwse zijaltaren. Ook de preekstoel en de biechtstoelen zijn uit deze tijd. Er zijn beelden uit de 16e tot en met de 18e eeuw, waaronder een 16e-eeuwse piëta. In het kerkportaal vindt men de grafstenen van Willem van Tzevel (1489) en Goswijn van Tzevel (1500), die commandeur waren van de Duitse Orde.